# Mehdili, Jabrayil
Mehdili (également, Mekhdili et Mekhtili) est un village du Jabrayil en Azerbaïdjan. Le village a été capturé par les forces arméniennes pendant la guerre du Karabakh.
Le 3 octobre 2020, le ministère azerbaïdjanais de la Défense a annoncé que l'armée azerbaïdjanaise avait pris le contrôle du village.